# 邦妮維尤 (加利福尼亞州)
邦妮維尤（英語：Bonnie View）是位於美國加利福尼亞州科盧薩縣的一個非建制地區。該地的面積和人口皆未知。

## 地理
邦妮維尤的座標為39°22′57″N 121°41′06″W / 39.38250°N 121.68500°W，而該地的平均海拔高度為897米（即2943英尺）。